# Krchleby, Šumperk
Krchleby là một làng thuộc huyện Šumperk, vùng Olomoucký, Cộng hòa Séc.